# Ernest Jackson (cầu thủ bóng đá)
Ernest Jackson (11 tháng 6 năm 1914 - 1996) là một cầu thủ bóng đá người Anh. Ông thi đấu ở vị trí right half.
Jackson gia nhập Sheffield United từ đội bóng địa phương Atlas & Norfolk Works năm 1932. Ông thi đấu ở đội hình ba, nhưng chỉ trong vòng hai năm, ông đã có màn ra mắt ở First Division trước Wolverhampton Wanderers trên sân Bramall Lane vào ngày 11 tháng 2 năm 1933.
Ông không có một suất trong đội hình chính đến năm 1936, và dù cho có Thế chiến thứ II, ông cũng đã thi đấu 12 mùa giải trọn vẹn với đội bóng. Ông tiếp tục sự nghiệp thi đấu với Sheffield United sau chiến tranh năm 1946, và giải nghệ vài năm sau đó. Tổng cộng ông có 229 lần ra sân cho Sheffield United với 8 bàn thắng.